# Leislau
Leislau este o comună din landul Saxonia-Anhalt, Germania.